# Rafael Zamora y Pérez de Urría
Rafael Zamora y Pérez de Urría, marqués de Valero de Urría (París, 26 de noviembre de 1861-Oviedo, 20 de mayo de 1908) fue un escritor y músico español.

## Biografía
Se graduó como bachiller en La Sorbona y se licenció en Derecho en la Universidad de Salamanca, tras lo cual se instaló en 1890 en la ciudad de Oviedo donde tenía lazos familiares.
Su porte y refinamiento le valieron en la cerrada y conservadora alta sociedad ovetense de principios de siglo XX, los calificativos de "dandy" o aún de "extravagante". Sin embargo, por su formación y cultura fue requerido para dar cursos y conferencias en la recién nacida Extensión Universitaria de la Universidad de Oviedo que versaron sobre sus campos de interés: la lengua y mitología griegas, música clásica y literatura francesa. A una de estas conferencias, en concreto sobre Charles Baudelaire, asistió un joven Ramón Pérez de Ayala sobre el que tuvo una gran influencia literaria y con el que cultivó una gran amistad.
Tradujo del griego la Ilíada y la Odisea, que fueron elogiadas por Ramón Pérez de Ayala, Emilia Pardo Bazán y Azorín, aunque no llegaron a ser publicadas. En 1906 publicó su única obra, de tono satírico, titulada Crímenes literarios y meras tentativas escriturales y delictuosas bajo el seudónimo Iscariotes Val de Ur que mereció elogios de, entre otros, Benito Pérez Galdós y Azorín. Asimismo es autor de varias piezas musicales, un réquiem y realizó arreglos de obras de Camille Saint-Saëns.
Fue vicepresidente de la Cruz Roja, director de la Escuela de las Bellas Artes de San Salvador, en su sección de música, y primer presidente de la Sociedad Filarmónica de Oviedo, aunque no llegó a escuchar los conciertos programados para su primera temporada pues falleció repentinamente en 1908 a la edad de cuarenta y seis años.